# Партия на народната воля
Партия на народната воля (на арабски: حزب إرادة الشعب) e комунистическа политическа партия в Сирия, част от коалиция Национален фронт за промяна и освобождение. Председател на партията е Кадри Джамил.

## История
Партията е основана през 2012 година от бивши членове на Сирийската комунистическа партия (Багдашисти), по обвинение в троцкизъм. За председател на партията е избран Кадри Джамил.

## Външни прератки
- ((ar)) Сайт на партийния вестник „Kassioun“